# Beaufortia (pez)
Beaufortia es un género de peces cipriniformes pertenecientes a la familia Balitoridae.

## Especies
- Beaufortia cyclica (Chen, 1980)
- Beaufortia huangguoshuensis (Zheng & Zhang, 1987)
- Beaufortia intermedia (Tang & Wang, 1997)
- Beaufortia kweichowensis (Fang, 1931)
- Beaufortia leveretti (Nichols & Pope, 1927)
- Beaufortia liui (Chang, 1944)
- Beaufortia pingi (Fang, 1930)
- Beaufortia polylepis (Chen, 1982)
- Beaufortia szechuanensis (Fang, 1930)
- Beaufortia zebroidus (Fang, 1930)